# Henry Pierrepoint
Henry Albert Pierrepoint (Normanton on Soar, 1878 - 14 december 1922) was een Engels beul. 
Pierrepoint was de vader van Albert en de broer van Thomas Pierrepoint. Hij heeft beiden sterk beïnvloed om ook tot het beulsvak toe te treden.
Pierrepoint was niet tevreden met zijn slagerswerk en begon te solliciteren als beul. Na vele schrijven begon in 1901 zijn carrière als beul. Zijn eerste ophanging maakte hij mee op 19 november als assistent van James Billington. In de jaren erna werkte hij voornamelijk als beulsknecht voor William en James Billington voor Pierrepoint in 1905 zelf als beul mocht werken. In 1906 voerde hij alle acht ophangingen uit in Engeland. Zijn carrière eindigde in 1910 toen hij een dag voor een executie dronken op zijn werk kwam en met zijn assistent John Ellis vocht. Hij kreeg geen ontslag, maar verdween van de lijst. In totaal heeft hij 107 executies uitgevoerd.
Als gevolg van een langdurig ziekte stierf hij op 44-jarige leeftijd op 14 december 1922.